# 香水 ある人殺しの物語

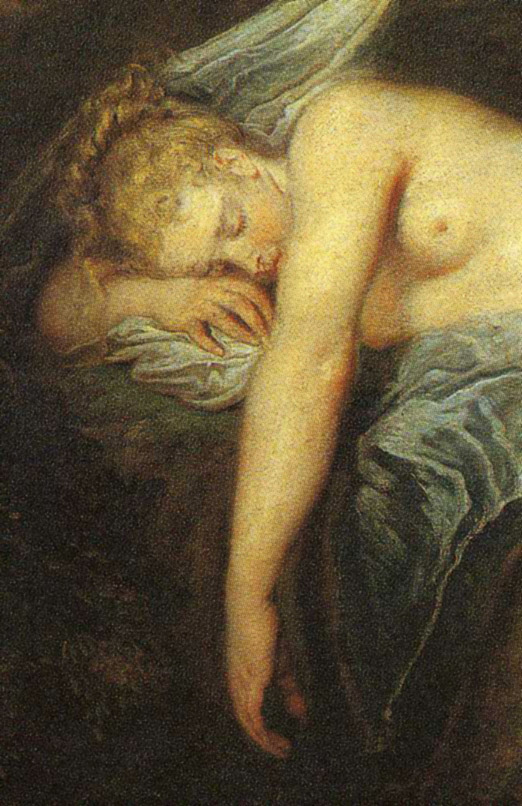
ヴァトーの『ユピテルとアンティオペ』（部分）。原著のほか翻訳本の多くがこの絵を装丁に使用している。全体図

『香水 ある人殺しの物語』（こうすい あるひとごろしのものがたり、独: Das Parfum – Die Geschichte eines Mörders）は、パトリック・ジュースキントの小説。18世紀のフランスを舞台に、超人的な嗅覚を持って生まれた孤児ジャン・バチスト・グルヌイユの生涯を描いた作品で、著者の初の小説作品。1985年の刊行以降シュピーゲル紙のベストセラーリストに316週連続で載り続ける記録を打ち立てたほか、46の言語に翻訳され全世界で2000万部以上を売り上げるベストセラーとなった。1987年度世界幻想文学大賞受賞。2006年にトム・ティクヴァ監督、ベン・ウィショー主演で映画化された。

## あらすじ

### 第一章
1737年7月18日、ジャン＝バティスト・グルヌイユ（「グルヌイユ（grenouille）」は「蛙」の意）はパリ、フェール街の悪臭漂う一角にある魚屋の店先で生まれた。母親は生まれた赤ん坊を殺そうとしたために嬰児殺しの罪に問われて処刑され、孤児となった彼は洗礼を受けた後、マダム・ガイヤールの運営する孤児院に預けられた。ここで生活するうち、次第にグルヌイユの特異な能力が明らかになっていく。彼は周囲のあらゆるものの匂いを、常人では不可能なほど繊細に嗅ぎ分けることができた。例えば彼は毎日飲んでいるミルクのわずかな風味の変化を感じ取ることができたし、刻々と変化する煙の匂いや、土地そのものの空気の匂いを細かく嗅ぎ取ることができた。匂いをもとにして暗闇の中でも行動でき、ドアの向こうに何人の人がいるかや、金の隠し場所などを匂いを通じて当てることすらできた。そして一度嗅いだ匂いを完全に憶えているだけでなく、それらの匂いを組み合わせて想像の中で様々な匂いを作り出し楽しむことができた。
グルヌイユは自分の能力を周りには告げなかったが、周囲からは自然に気味悪がられ疎んじられており、数年後、教会からの送金が途絶えた直後に皮なめし職人のもとに売り飛ばされた。グルヌイユは皮なめしの過酷な作業に耐えて、やがて親方の信頼を得、パリ市内を散策する自由を得てからは、パリ中を歩き回り様々な匂いを憶えて回った。そんなある日、グルヌイユはセーヌ通りで、これまで嗅いだことのない、またこれまでに嗅いだあらゆる匂いの頂点に立つような香りを感じ取る。それはある赤毛の少女が発する香りで、グルヌイユはこの香りを存分に堪能するために最初の殺人を犯したあと、鼻をたよりに人知れず立ち去る。
その後、ジュゼッペ・バルディーニの香水店に皮を届けに行ったのをきっかけに、この香水店に弟子入りを志願する。流行の香水「ナポリの夜」を自分の鼻だけをたよりに調合して見せバルディーニの信頼を得たグルヌイユは、彼から香水作りの様々な作法を教えられながら、魅力的な香水を矢継ぎ早に作り出して行き、左前になっていたこの香水店をパリ随一の店にまで押し上げる。そして香水の原料に飽き足らないグルヌイユは、香りを封じ込めるさらなる技術を求めて南方に旅立っていく。

### 第二章
しかし人通りの多いパリから一度離れると、たちまちグルヌイユに人間という存在を疎んじる気持ちが生まれていく。人々の中で生活することが嫌になったグルヌイユは、やがて人気のまったくないプロン・デュ・カンタルの山頂にたどり着き、ここでたった一人で生活を始める。鼻をたよりに植物や小動物などの食料を探し当て、湧き水を利用して渇きを癒し、一日の大半を洞穴のなかで記憶にある様々な匂いを調合して楽しむことに費やした。そうして誰とも会わずに7年が過ぎたある日、グルヌイユは得体の知れない霧に襲われる夢を見、これをきっかけに自分自身に匂いがまったくないということに気が付く。この夢を極度に恐れたグルヌイユは洞穴を後にし、7年ぶりに人里のなかに姿を現す。
髪も爪も伸び放題でひどい姿になっていたグルヌイユは、今まで盗賊によって洞穴に閉じ込められていたのだと人々に説明し、これによって当地の領主タイヤード・エスピナス侯爵に目を付けられる。エスピナスはより地面に近い空気が人体に危害を及ぼすという「致死液」説の推進者であり、洞穴に閉じ込められていたグルヌイユをその説を立証する存在として利用しようとしたのだった。グルヌイユはこの立場を逆に利用し、侯爵に頼んで香水の調理場を借りてそれまでの懸案だった「人間そのものの香」のする香水を作り出し、さらには人に好意を抱かせる香や、人を疎んじさせる香水、人に気配を悟られない香水というように、それを嗅いだものの心を意のままにするような香水を密かに作り出す。

### 第三章
エスピナスのもとから抜け出したグルヌイユはその後、香水の名産地グラースの町にたどり着き、ここで以前殺した赤毛の娘を凌ぐ香りを持つ娘（ロール・レシ）を発見する。何が何でもこの香りを得たくなった彼は、彼女が成長して香りが完全に熟するのを待ちつつ、マダム・アルニュルフィの香水店で香りを抽出する技術を磨く。そうして1年が経ち、やがてグルヌイユは上の娘のための前準備として、若い女性ばかりを狙った連続殺人事件を起こす。この事件で不安を抱いたロールの父アントワーヌ・リシは、娘をかくまうため、周囲に嘘を告げて、レランス諸島の小島にある堅牢なサン・トノラ修道院へ向かう。しかしグルヌイユは残された香りを頼りにして行き先を嗅ぎつけ、旅中の宿に忍び込んで娘を殺してその香りを奪うことに成功する。
グルヌイユはやがて捕らえられ、町を恐怖に陥れた張本人として死刑が確定する。そして処刑当日、町中の人間が見守る中処刑場に現れたグルヌイユは、娘の香を利用して町の人間すべてを魅了し、確定した判決を覆してしまう。しかし香りに理性を奪われ狂奔する人々や、娘を殺した張本人に愛情を吐露しはじめたリシの姿を見たグルヌイユは、人間という存在に心底嫌気が差し、かくまわれていたリシの屋敷を抜け出す。

### エピローグ
グルヌイユは失望し幻滅して彼の人生の原点であるパリへ移動し始めた。1767年7月25日にパリに到着したグルヌイユはそのまま共同墓地へと足を運んだ。深夜になるとその近くで焚き火に群がる浮浪者を見つける。香水の魅力でグルヌイユが天使の様に思えた浮浪者たちであったが、その陶酔がたちまち激しい空腹に変わり浮浪者たちはグルヌイユの体を跡形もなく食べ尽くした。

## モデルについて
この小説の主人公であるグルヌイユは、E.T.A.ホフマンの短編小説集『ゼラピオン同人集』の中の2人の人物、『クレスペル顧問官』の同名の主人公と、『スキュデリ嬢』の金細工師カルディヤックがモデルである。特に後者の作品は、芸術家殺人鬼を描いた恐怖物語であり、ロマン主義的な天才神話と結びついている点でも、『香水』と類似している。